# Pont ferroviaire Gauja
Le Pont ferroviaire Gauja traverse la rivière Gauja à Ūdriņi, Lettonie sur la ligne du chemin de fer la Riga - Valka- Pskov. Le pont a été ouvert vers 1889.